# Sallgast
Sallgast is een gemeente in de Duitse deelstaat Brandenburg, en maakt deel uit van het Landkreis Elbe-Elster.
Sallgast telt 1.418 inwoners.